# Victor Frankenstein
Pour les articles homonymes, voir Frankenstein.
Victor Frankenstein est un personnage de fiction apparu pour la première fois dans le roman Frankenstein ou le Prométhée moderne de Mary Shelley en 1818. Il apparaît par la suite dans de nombreuses œuvres dérivées du roman.

## Histoire
Dans Frankenstein ou le Prométhée moderne, Victor Frankenstein est né à Naples (Italie), fils aîné d'une famille suisse de notables originaires de Genève. Durant ses études à Ingolstadt (Bavière, Allemagne), il fait des recherches qui l'amènent à créer la vie : une créature sans nom faite de plusieurs morceaux de cadavres humains et animaux et à l'allure repoussante. La créature et le créateur entretiennent alors une relation tumultueuse qui conduira à la mort d'une partie de l'entourage de Victor puis à son propre décès prématuré.
Lorsque le capitaine R. Walton recueille Frankenstein sur son navire, il le décrit comme une « créature intéressante : ses yeux ont généralement une expression d'égarement et même de folie, mais à certains moments, si on lui témoigne quelque bonté, ou si on lui rend le moindre service, toute sa physionomie s'illumine, pour ainsi dire, d'un rayon de bienveillance et de douceur dont je n'ai jamais vu l'égal. Mais la mélancolie et le désespoir l’accablent à l'ordinaire ; parfois, il grince des dents, comme s'il ne pouvait pas supporter les malheurs qui pèsent sur lui. » (Lettres 3, p. 79)  

## Caractéristiques
Dans le roman original de Mary Shelley, Victor Frankenstein est un jeune homme sensible, passionné par la science, qui se met en tête de vouloir savoir d'où vient « l'essence même de la vie » et crée une créature hideuse qui le dégoûte. Créature qui, rejetée, sombre dans la haine et cause mort et désespoir par vengeance, et Victor que de ressentir remords et anxiété lorsqu'il devine la culpabilité de sa création. Il finira cependant par lui-même s'orienter vers la haine et la vengeance lorsque le monstre lui prendra en plus son meilleur ami et sa fiancée, le poursuivant à travers terres et mers, mais sans que le dénouement ne laisse une des deux parties gagnante.
Aux sources du roman de Mary Shelley, la créature est un personnage spécifiquement romantique. S'il commet des crimes épouvantables, c'est après avoir déclaré "Je suis méchant parce que je suis malheureux". Il se venge du refus de son créateur de mettre fin à sa solitude en lui fabriquant une compagne. Il est le type de maudit romantique acculé à la solitude par sa difformité. 
Le cinéma et les très nombreuses adaptations du roman contribuent à déformer considérablement la personnalité du docteur Frankenstein. Si, dans le Frankenstein de 1931, le savant est animé de bonnes intentions, des adaptations ultérieures font de lui l'archétype du savant fou, en le présentant comme un mégalomane. Dans la série de films britanniques produits par la Hammer entre 1957 et 1974, Frankenstein est représenté comme un savant cruel et sans scrupules qui, au fil des longs-métrages, en arrive à commettre des crimes pour mener à bien ses expériences.
D'autres adaptations se rapprochent au contraire de la version littéraire d'origine, en refaisant de Victor Frankenstein un personnage plus positif, celui d'un savant jeune et exalté mais dépassé par sa création : c'est le cas du téléfilm Frankenstein: The True Story (1973) ou du Frankenstein de Kenneth Branagh en 1994.

## Création
Francis Lacassin souligne que divers érudits (tels que W.E. Peck, F. L. Jones et Jean de Palacio) ont établi l'origine du nom de Frankenstein. Selon eux, il est le résultat de la fusion des noms de deux personnages (Frankheim et Falkenstein) issus de Romantic Tales, recueil d'histoires de Matthew Gregory Lewis, que l'autrice avait lu pour la deuxième fois en septembre 1815, dix mois avant la conception du roman. Francis Lacassin rajoute que l'existence, près de Francfort en Allemagne, d'un château Frankenstein, résidence de la famille Frankenstein, est une coïncidence. Il rajoute que l'autrice ne s'est jamais approché de ce lieu totalement oublié avant qu'elle n'écrive son livre et qu'elle ne pouvait donc pas connaître la légende qui lui est attachée, concernant l'alchimiste Johann Conrad Dippel. Radu Florescu (en), lui, établit au contraire un lien entre ce château et le livre dans son In Search of Frankenstein (1976). Il estime que l'absence de toute allusion à ce lieu dans les journaux de voyage en Allemagne de Mary Shelley et Claire Clairmont traduit une volonté farouche de garder secrètes les sources véritables du roman.

## Adaptations

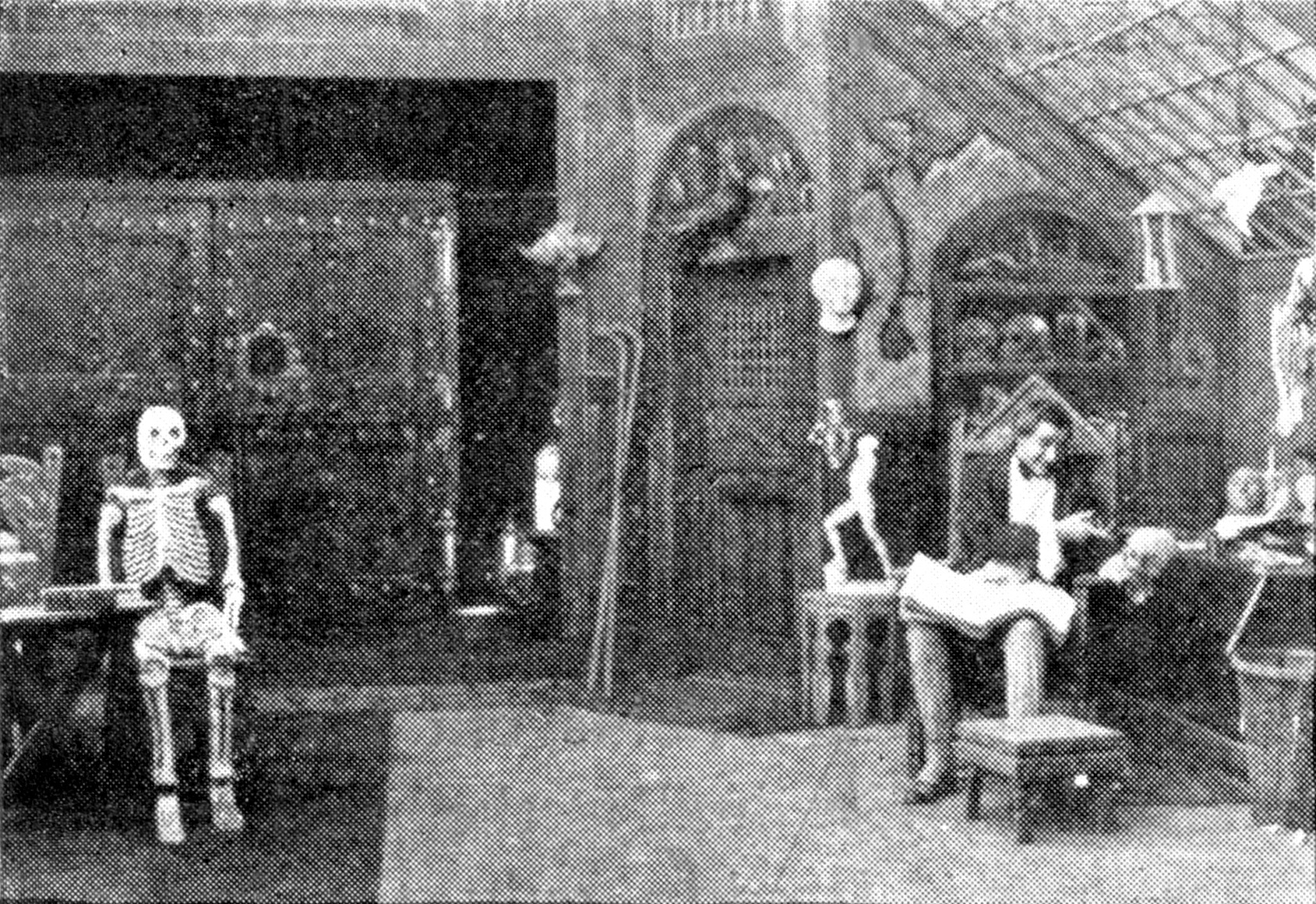
Victor dans le Frankenstein de 1910.

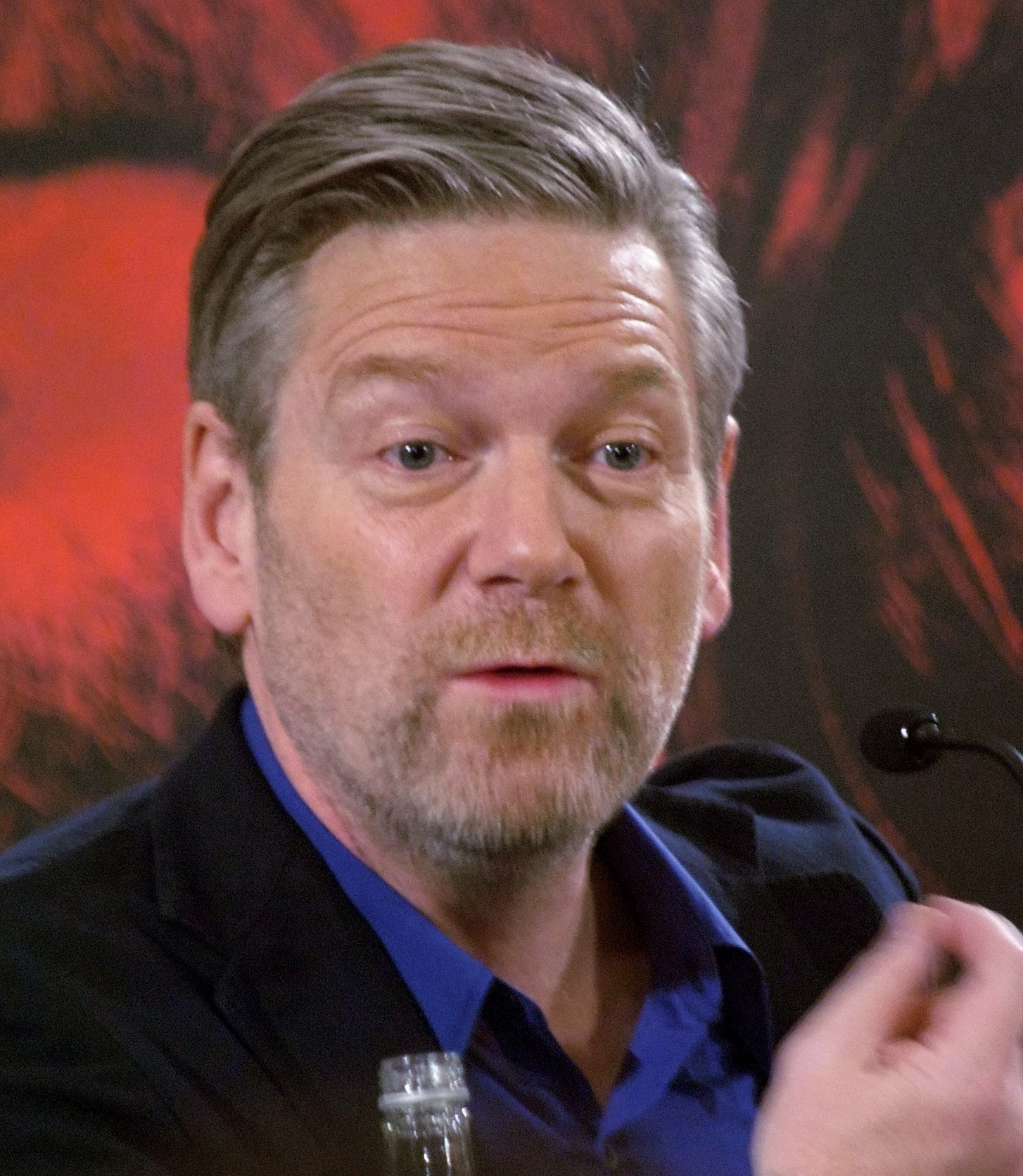
Kenneth Branagh interprète le personnage en 1994.

### Au cinéma
Victor Frankenstein est notamment interprété par :
- Augustus Phillips dans Frankenstein (1910)
- Colin Clive dans  Frankenstein (1931) et La Fiancée de Frankenstein (1935)
- Peter Cushing dans  Frankenstein s'est échappé (1957), La Revanche de Frankenstein (1958), L'Empreinte de Frankenstein (1964), Frankenstein créa la femme (1967), Le Retour de Frankenstein (1969), et Frankenstein et le monstre de l'enfer (1973)
- Ralph Bates  dans Les Horreurs de Frankenstein (1970)
- Udo Kier dans Chair pour Frankenstein (1973)
- Leon Vitali dans Terror of Frankenstein (1977)
- Sting dans La Promise (1985)
- Raul Julia dans Frankenstein Unbound (1990)
- Kenneth Branagh dans Frankenstein (1994)
- Samuel West dans Van Helsing (2004)
- James McAvoy dans Docteur Frankenstein (2015).

### A la télévision
Victor est notamment interprété par Leonard Whiting dans le téléfilm Frankenstein: The True Story (1973), par David Anders dans la série télévisée Once Upon a Time (2011-2018 ou par Harry Treadaway dans la série Penny Dreadful (2014-2016).

### En littérature
En plus de Frankenstein ou le Prométhée moderne (1818), il est également présent dans d'autres romans comme Frankenstein délivré (1973) de Brian Aldiss.
Dans la série de romans publiés par Dean Koontz de 2004 à 2011, Frankenstein a survécu jusqu'à l'époque contemporaine grâce à ses découvertes. Devenu un savant fou mégalomane, il complote la perte des humains qu'il veut remplacer par une nouvelle race.